# اندیس تیتوئیه
تیتوئیه یک اندیس فلزی است که در حوالی شهر بلورد استان کرمان قرار دارد و مادهٔ معدنی موجود در آن، مس است.سنگ میزبان این اندیس عدسی های آهکی است  در این اندیس، پاراژنز‌های مالاکیت ، بورنیت، کالکوسیت یافت می‌شوند.